# Super Juke-Box
Super Juke-Box est une émission de télévision musicale interactive diffusée chaque samedi de 16 h 15 à 18 h entre 1977 et 1983 sur RTL Télé-Luxembourg puis RTL Télévision animée par André Torrent et réalisé par René Steichen.

## Principe de l'émission
André Torrent avait proposé un projet de Hit-Parade adapté à la télévision pour la RTBF qui le refuse. Il propose alors le concept à Télé Luxembourg et imagine le Super Juke-Box. 
André Torrent et René Steichen utilisèrent les cassettes vidéo (vidéo-clips) disponibles à la Villa Louvigny pour créer une émission où les gens pouvaient demander les chansons qu’ils voulaient voir et entendre. Cette émission a été la première émission interactive au cours de laquelle les téléspectateurs pouvaient participer en appelant par téléphone[réf. nécessaire]. C’est aussi l’émission la plus simple qu'André Torrent ait faite à la télévision.